# Barranco Blanco
Barranco Blanco är en ort i Mexiko.   Den ligger i kommunen Rosales och delstaten Chihuahua, i den nordvästra delen av landet, 1 200 km nordväst om huvudstaden Mexico City. Barranco Blanco ligger 1 193 meter över havet och antalet invånare är 748.
Terrängen runt Barranco Blanco är huvudsakligen platt, men åt sydväst är den kuperad. Runt Barranco Blanco är det ganska tätbefolkat, med 96 invånare per kvadratkilometer. Närmaste större samhälle är Ampliación Colonia Lázaro Cárdenas, 6,1 km söder om Barranco Blanco. Trakten runt Barranco Blanco består till största delen av jordbruksmark.